# オリックス自動車
オリックス自動車株式会社（オリックスじどうしゃ）は、オリックスグループの自動車リースおよびレンタカー会社である。
1972年に、オリックス（旧オリエント・リース）のオートリース部門「オリエント・オート・リース」として設立。2005年にオリックスレンタカー（1985年設立）他6社が合併して現社名に改称した。オリックスレンタカーの愛称はブランド名として存置している。

## 事業展開
カーリース事業とレンタカー事業を中心に展開している。
カーリース事業
カーリースは法人向けが大部分を占めているが、1990年代末より個人向けの「マイカーリース（5年）」も力を入れており、契約形態によってはセゾンカードやUCSカードでのリース代金の引き落としができる。2004年からは、契約から24ヶ月経過後に返却（中途解約）あるいは乗り換えが可能な「いまのりくん」なども提供している。
レンタカー事業
レンタカー部門にはかつては3つのブランドがあった。
- オリックスレンタカー
- レンタカー ジャパレン（旧新日鉱ホールディングス傘下。名古屋市に本社を置く「ジャパンレンタカー」（略称「ジャパレン」）とは無関係）
- エックスレンタカー（旧昭和シェル石油子会社）

を運営していたが、2013年4月にブランドをオリックスレンタカーに一本化した。車両保有台数・拠点数で業界トップクラス。
カーシェアリング事業
2000年よりカーシェアリングの実証化モニターテストを行っており、2007年からは「プチレンタ」のサービス名で正式に開始された。都市部のマンションやビル内の駐車場、月極駐車場、ファミリーマートの駐車場をレンタル車両のステーション（発着場）としており、順調にステーション数を増やしている。なお、このステーションの獲得にまつわる営業社員の奮闘記ついては、2008年12月に日経スペシャル ガイアの夜明けで取り上げられている。2010年10月、サービス名を「オリックスカーシェア」へと変更した。

## 沿革
- 1973年6月 - オリエントリース子会社として、オリエント・オート・リース株式会社が設立。
- 1985年2月 - 米国バジェットレンタカーと提携し、オリエントリースがバジェット・レンタカーを設立。
- 1990年頃にオリックスレンタカー株式会社に社名変更。
  - 1991年3月29日 - バジェットとの契約解消により、「オリックスレンタカー」ブランドに改称。
  - 1999年10月 - オリックスが、昭和シェル石油からエックスレンタカー株式会社を買収[5]。
  - 2001年9月 - オリックスが、いすゞ自動車の元子会社・株式会社イフコ（旧・いすゞ販売金融株式会社）から株式会社イフコレンタカーを買収[5]。
  - 2003年6月 - オリックス・レンタカー株式会社が、エックスレンタカー株式会社と株式会社イフコレンタカーを合併[5]。
  - 2003年10月 - オリックスが、新日鉱ホールディングスから株式会社ジャパレンを買収[5]
- 2004年 - 個人向け新型カーリース「いまのりくん」のサービスを開始
- 2005年1月 - 上記企業を含めた6社が合併され、オリックス・オート・リースを存続会社としてオリックス自動車株式会社となる。
- 2005年1月 - オリックスレンタカーブランドの店舗にて「プライム・メンバーズクラブ」サービスを開始。
- 2007年4月 - 法人・個人を対象した会員制のカーシェアリング「プチレンタ」の本格展開を開始（2010年10月に「オリックスカーシェア」へ名称変更）
- 2009年 - ファミリーマートとプチレンタ事業に関する業務提携を締結。埼玉県などの一部店舗から入会取次やステーションの設置を開始。
- 2010年10月 - ポイントプログラムPontaに参加。
- 2012年5月 - 傘下のレンタカー3ブランドを順次「オリックスレンタカー」に統合していくことを発表[6]（2013年4月に完全統合）。

## コマーシャル
近年個人向けカーリースのテレビコマーシャルを放映している。過去のCMで使われていた、奥華子が歌っている「いまのりくん」のコマーシャルソングは20番まであり、総時間は14分もある（このCMソングはいまのりくんのホームページ上で聴くことができた）。
また、2010年に大阪府・兵庫県で「プチレンタ」を展開するにあたり、オリックス・バファローズ監督に就任した岡田彰布をプロモーション（駅や電車での広告）に起用した。

### コマーシャル出演者
- 西山茉希（過去）
- 伊藤淳史（過去）
  - 伊藤が出演していたコマーシャルは、彼が出演していた「電車男」にあやかって、伊藤が「新車男」のキャラクターで出演した。